# Barney Miller
Barney Miller est une sitcom américaine en 168 épisodes de 25 minutes créée par Danny Arnold et Theodore J. Flicker, et diffusée entre le 23 janvier 1975 et le 20 mai 1982 sur le réseau ABC.
Cette série est inédite dans tous les pays francophones.

## Distribution

### Acteurs principaux
- Hal Linden (en) : Capitaine Barney Miller
- Max Gail (en) : Détective Stan Wojciehowicz
- Ron Glass : Détective Ron Harris
- Abe Vigoda : Sergent Philip K. Fish (saisons 1 à 3 puis invité)
- Jack Soo : Sergent Nick Yemana (saisons 1 à 5)
- Barbara Barrie : Elizabeth Miller (saisons 1 et 2 puis invitée)
- Gregory Sierra : Sergent Miguel Amangual (saisons 1 et 2)
- James Gregory : Député Franklin D. Luger (récurrence à travers les saisons)
- Steve Landesberg (en) : Détective Arthur Dietrich (récurrent saisons 2 et 3 puis principal)
- Ron Carey : Officier Carl Levitt (récurrent saison 3 puis principal)

### Acteurs récurrents
- Milt Kogan (en) : Officier Kogan
- Paul Lichtman : M. Beckman
- George Murdock : Lieutenant Ben Scanlon
- Linda Lavin : Détective Janice Wentworth
- June Gable : Détective Maria Battista
- Mari Gorman (en) : Officier Roslyn Licori
- Dino Natali (en) : Officier Zatelli
- Paul Lieber (en) : Détective Eric Dorsey
- Jack DeLeon : Marty Morrison
- Alex Henteloff (en) : Arnold Ripner
- Stanley Brock : Bruno Binder
- Jack Somack : M. Cotterman
- Ray Stewart : Darryl Driscoll
- John Dullaghan : Ray Brewer
- J. J. Barry : Arthur Duncan
- Ralph Manza (en) : Leon Roth
- Doris Roberts : Harriet Brauer
- Peter Hobbs : Phillip Brauer
- Paula Shaw : Paula Capshaw

### Invités
- Herbert Edelman
- Todd Bridges
- Billy Barty
- Barney Martin
- Marla Gibbs
- Roscoe Lee Browne
- Dick O'Neill
- Queenie Smith
- Charlotte Rae
- James Cromwell
- Larry B. Scott
- Christopher Lloyd
- Ed Peck

## Production

### Fiche technique
- Titre : Barney Miller
- Création : Danny Arnold et Theodore J. Flicker
- Réalisation : Noam Pitlik, Danny Arnold, Bruce Bilson, Lee Bernhardi, Max Gail et Hal Linden
- Scénario : Danny Arnold, Theodore J. Flicker, Tony Sheehan, Frank Dungan, Reinhold Weege, Jeff Stein, Chris Hayward, Tom Reeder, Jeff Stein et Sam Simon
- Direction artistique : John C. Mula et Kenneth A. Reid
- Photographie : George Spiro Dibie et Wilfred M. Cline
- Montage : Laurence Merrill, Paul Schatzkin et Christin Hardman
- Musique : Jack Elliott et Allyn Ferguson
- Production : Tony Sheehan, Chris Hayward, Reinhold Weege, Arne Sultan, Noam Pitlik et Frank Dungan
  - Production exécutive : Danny Arnold et Roland Kibbee
  - Production associée : Gary Shaw, Tim Steele, Mark Goode et Jordan P. Davis
- Société de production : Four D Productions
- Société de distribution : Columbia Tristar et American Broadcasting Company
- Pays d'origine :  États-Unis
- Langue originale : anglais
- Genre : Sitcom
- Durée : 25 minutes

 Sauf indication contraire, les informations mentionnées dans cette section peuvent être confirmées par la base de données cinématographiques IMDb,  présente dans la section « Liens externes ».